# Johan Remels
Johan Remels (né le 2 juin 1967 à Herck-la-Ville) est un coureur cycliste et directeur sportif belge. Champion de Belgique sur route amateur en 1989, il est coureur professionnel de 1991 à 1995. En 2007, il devient directeur sportif de la nouvelle équipe United Cycling Team, basée à Sant-Trond.

## Palmarès
- 1989
  -  Champion de Belgique sur route amateurs
- 1990
  - Circuit du Hainaut
  - 2e du championnat de Belgique sur route amateurs
- 1991
  - 2e du Grand Prix Betekom
- 1993
  - 2e de la Ruddervoorde Koerse
- 1994
  - 2e de la Flèche hesbignonne
- 1996
  - Grand Prix Criquielion